# Plaxton
Plaxton — британский производитель автобусов и их кузовов, действующий с 1907 года. Это дочерняя компания Alexander Dennis.

## История
- Компания впервые была основана в 1907 году. С 1930-х годов компания производила туристические автобусы.

- С 1939 года завод был остановлен в связи с началом Второй мировой войны, после которой компания производила автобусы на шасси Ford Model T.

- В январе 1961 года компания становится публичной.
- К концу 1970-х годов были произведены автобусы Plaxton Supreme и Duple Dominant.
- В 1984 году был налажен выпуск двухэтажных автобусов Paramount 4000.
- В 1985—1986 годах был налажен выпуск автобусов Paramount II и Paramount, Mark III.
- В 1989 году компания Plaxton купила компанию Henlys[1]. Название было изменено на Plaxton Group plc[2].
- В 1992 годах партнёром Plaxton становится Iveco[3]. Компания была переименована в Henlys Group.
- В августе 2000 года компания вступила в совместное предприятие с Mayflower Corporation[4].
- 31 марта 2004 года вводится в эксплуатацию компания TransBus[5]. В рамках MBO компания была якобы продана.
- В 2007 году компания Plaxton объединилась с Alexander Dennis[6].